# 辛相学
辛 相学（シン・サンハク、朝鮮語: 신상학/辛相學、1913年 - 1975年2月24日）は、日本統治時代の朝鮮の商人、大韓民国の政治家、実業家。制憲韓国国会議員。本貫は霊山辛氏。

## 経歴
日本統治時代の慶尚南道金海郡（現・釜山広域市江西区駕洛洞）出身。小学校卒業後、商業に携わった。光復後は独促国民会慶尚南道幹部、国青慶尚南道副委員長、朝鮮民族青年団慶尚南道団部副団長を歴任し、1948年の初代総選挙で無所属の候補者として、大韓独立促成国民会の崔瑗浩を僅差で破り国会議員に当選した。国会議員在任中は国会産業委員会で作成された農地改革法の全面撤廃を主張した。1949年5月に朝鮮一毛株式会社の理事長に就任したが、毛織業分野では門外漢であり、運営難により1年だけで退任した。同年11月に大韓国民党総務部長を務めた。朝鮮戦争の際に北朝鮮に拉致されたという情報もあるが、息子を朝鮮戦争で亡くしたのは確実である。1972年11月には制憲同志会のメンバーとして10月維新を支持する声明に署名した。
1975年2月24日、釜山市東区の自宅で持病により死去。享年62。

## エピソード
妻はかなりの長生きで、2008年に101歳で自由新党の発起人を務めた。